# Billy (Angel)
Pour les articles homonymes, voir Billy.
Billy est le 6e épisode de la saison 3 de la série télévisée Angel.

## Synopsis
Angel apprend à Cordelia à se battre à l'épée et la jeune femme se révèle être une élève très douée. Pendant ce temps, Lilah Morgan surprend Gavin Park en pleine discussion avec Billy, le jeune homme qu'Angel a sauvé de l'enfer dans Le Martyre de Cordelia. Billy part ensuite avec son oncle, un politicien influent. Lilah se dispute avec Park et ce dernier s'en prend violemment à elle. Cordelia découvre que Wesley a des sentiments pour Fred avant d'avoir une vision d'une femme battue par son mari mais l'équipe d'Angel Investigations découvre que cette femme est morte depuis une semaine. En enquêtant, Angel reconnaît Billy sur une photo prise sur les lieux du crime. Il tente de discuter avec ce dernier mais celui-ci est emmené par la police qui veut l'interroger pour une affaire de meurtre. Billy s'échappe après avoir provoqué un comportement violent chez un policier envers sa partenaire, obligeant celle-ci à lui tirer dessus. Wesley récupère un échantillon du sang de Billy et Fred l'analyse pendant que Cordelia rend visite à Lilah, qui lui apprend que Billy a le pouvoir de transformer les hommes qu'il touche en violents misogynes.  
Wesley, contaminé par le pouvoir de Billy, s'en prend à Fred. Il la poursuit dans l'hôtel Hyperion avec une hache. Cordelia retrouve Billy et le neutralise mais, quand Angel survient à son tour, Billy le touche au visage. Pendant ce temps, Gunn aide Fred à se cacher mais lui aussi a été contaminé en touchant l'échantillon. Fred l'assomme. Angel n'est pas affecté par le pouvoir de Billy et se bat contre lui lorsque Lilah arrive à son tour et abat Billy d'un coup de pistolet. Wesley retrouve Fred mais elle parvient à se débarrasser de lui à son tour. Quelques jours plus tard, Fred rend visite à Wesley qui s'en veut beaucoup pour son comportement et le persuade de revenir travailler en lui disant qu'il n'est pas responsable de ce qui s'est passé. En repartant, elle entend Wesley pleurer.

## Production
Les scénaristes avaient décidé que le sixième épisode de la saison devait être effrayant et Tim Minear a décidé de réutiliser le personnage de Billy, aperçu dans Le Martyre de Cordelia. Il a donc coscénarisé cet épisode avec Jeffrey Bell, qui avait écrit Le Martyre de Cordelia. Joss Whedon a écrit deux scènes de l'épisode : celles où Angel, puis Cordelia, rendent visite à Lilah Morgan.
La scène où Gavin Park agresse Lilah Morgan était à l'origine beaucoup plus violente visuellement mais la production a coupé les scènes où il la frappait violemment. Plusieurs scènes de la poursuite entre Wesley et Fred ont été tournées à l'Hôtel Ambassador.

## Statut particulier
Brian Ford Sullivan, du site web Futon Critic, le classe à la 36e place des meilleurs épisodes de séries télévisées de 2001. Noel Murray, du site A.V. Club, trouve que le début de l'épisode est « solide » mais a été déçu par la suite avec des scènes entre Fred et Wesley « de moins en moins émouvantes et trop exagérées » et un message (les femmes sont capables de s'assumer toutes seules) transmis de manière trop lourde. Mikelangelo Marinaro, du site Critically Touched, lui donne la note de B, estimant qu'il est « intéressant dans sa caractérisation des personnages et dans son thème » mais pas particulièrement original et que les scènes impliquant Angel, Cordelia et Lilah ne sont pas à la hauteur de celles entre Fred et Wesley. Nikki Stafford, dans Once Bitten, évoque un épisode « angoissant et haletant », particulièrement lors des scènes où Wesley traque Fred, et qui développe de façon intéressante le personnage de Cordelia.

## Distribution

### Acteurs crédités au générique
- David Boreanaz : Angel
- Charisma Carpenter : Cordelia Chase
- Alexis Denisof : Wesley Wyndam-Pryce
- J. August Richards : Charles Gunn
- Amy Acker : Winifred « Fred » Burkle

### Acteurs crédités en début d'épisode
- Stephanie Romanov : Lilah Morgan
- Daniel Dae Kim : Gavin Park
- Justin Shilton : Billy Blim

### Acteurs crédités en fin d'épisode
- Rey Gallegos : Sanchez
- Joy Lang : Amber
- Richard Livingston : le député Blim
- Kristoffer Polaha : Dylan